# Olympische Jugend-Sommerspiele 2010/Teilnehmer (Mazedonien)
| Gelbes Symbol für Goldmedaillen mit stilisierten Olympischen Ringen | Graues Symbol für Silbermedaillen mit stilisierten Olympischen Ringen | Braundes Symbol für Bronzemedaillen mit stilisierten Olympischen Ringen |
| ------------------------------------------------------------------- | --------------------------------------------------------------------- | ----------------------------------------------------------------------- |
| —                                                                   | —                                                                     | —                                                                       |

Die Jugend-Olympiamannschaft aus Mazedonien für die I. Olympischen Jugend-Sommerspiele vom 14. bis 26. August 2010 in Singapur bestand aus sechs Athleten.

## Athleten nach Sportarten

### Badminton
Mädchen
- Dragana Volkanovska
Einzel: 25. Platz

### Schießen
Mädchen
- Dijana Petrova
Luftpistole 10 m: 18. Platz

### Schwimmen
| Mädchen - Tiana Tasevska 50 m Freistil: 30. Platz 100 m Freistil: 39. Platz - Simona Marinova 100 m Freistil: 43. Platz 200 m Freistil: 28. Platz 400 m Freistil: 12. Platz | Jungen - Marko Blaževski 400 m Freistil: 17. Platz |

### Tennis
Jungen
- Stefan Micov
Einzel: 18. Platz
Doppel: 1. Runde (mit Ahmed Triki  Tunesien)